# Erkerode
Erkerode is een gemeente in de Duitse deelstaat Nedersaksen. De gemeente maakt deel uit van de Samtgemeinde Sickte in het Landkreis Wolfenbüttel. Erkerode telt 903 inwoners. De gemeente bestaat uit de kernen Erkerode (652 inwoners) en Lucklum (362 inwoners).
- Gemeinsame Normdatei: 5331483-9
- Virtual International Authority File: 139283119

Baddeckenstedt · 
Börßum · 
Burgdorf · 
Cramme · 
Cremlingen · 
Dahlum · 
Denkte · 
Dettum · 
Dorstadt · 
Elbe · 
Erkerode · 
Evessen · 
Flöthe · 
Haverlah · 
Hedeper · 
Heere · 
Heiningen · 
Kissenbrück · 
Kneitlingen · 
Ohrum · 
Remlingen-Semmenstedt · 
Roklum · 
Schladen-Werla · 
Schöppenstedt · 
Sehlde · 
Sickte · 
Uehrde · 
Vahlberg · 
Veltheim (Ohe) · 
Winnigstedt · 
Wittmar · 
Wolfenbüttel